# Universitat de Cervera
La Universitat de Cervera és una antiga universitat que va estar activa entre l'any 1717 i el 1842 en que fou traslladada definitivament a Barcelona.
Felip V de Castella va promoure la creació de la Universitat de Cervera per a premiar la fidelitat d'aquesta població durant la guerra de Successió, alhora que per a castigar la desafecció de Barcelona. La universitat, creada el 1717 en substitució de les altres sis que Felip V va tancar a Catalunya, i regida per uns estatus sancionats el 1726, tenia facultats de teologia, cànons, humanitats, medicina, filosofia i lleis.
Per allotjar la universitat fou bastit entre el 1718 i el 1740, un imponent edifici de planta rectangular i amb torres prismàtiques als angles, prop de l'antic call jueu de Cervera. És un monument històric declarat bé cultural d'interès nacional.

## Origen i vida acadèmica de la Universitat de Cervera setcentista
L'establiment de la Universitat de Cervera fou una afirmació d'absolutisme on la creació del dret era la voluntat del monarca. Així el rei assumia la plena jurisdicció de la universitat, ja que, fins llavors, en tota la corona catalanoaragonesa les universitats o Estudis Generals depenien jurídicament de la seva ciutat i el rei era una referència mediata com a autoritat suprema.
Amb la creació de Cervera es posava en marxa una universitat amb control directe de la Corona tant del seu govern com del seu fiançament. Un nou model universitari adient amb el plantejament absolutista de la monarquia. Per conformar la història d'aquesta universitat de la Segarra ha estat de gran ajut la correspondència entre figures notables vinculades a la universitat com Josep Finestres, Gregori Mayans o els germans de Dou i Bassols.
La instauració de la Universitat de Cervera, a part del seu caràcter punitiu, també fou motivada per controlar millor els estudiants. Només cal recordar les greus violències provocades quan, en els anys previs a la guerra, Felip V havia adscrit les classes universitàries de gramàtica barcelonines al col·legi de la Companyia de Jesús seguint la predilecció dels borbons francesos vers els jesuïtes. Segurament per això el decret que clausurava, el 1717, l'Estudi General de Barcelona argumentava que la universitat ”era fomento de maldades quando debían ser de virtudes» i com la «inconveniencia del gran concurso de estudiantes que ya fueron en las turbaciones causa de motines y jefes de movimientos tomando las armas con toda la frescura de su edad y travesuras». Un argument de pes per a situar la nova universitat en una petita vila rural com Cervera.
La creació i construcció del gran edifici que havia de reflectir la magnificència de la nova monarquia va ser-ho en detriment de la ciència i la cultura universitàries. Un símptoma d'això fou com els llibres sempre foren escassos a biblioteca de Cervera. En la seva correspondència Gregori Mayans afirmava que "40 libros son una buena libreria en Cervera". Mantenir-se al dia dels nous corrents i idees europees fou a càrrec dels recursos personals dels mateixos catedràtics. Un altre indicador el tenim a la Biblioteca de la universitat, tota una mostra de manca de vitalitat. El seu catàleg imprès ho fa palès així com el fet de restar tancada èpoques per manca d'assignació de personal, no per manca de lectors. En traslladar-se el seu fons de llibres de disciplines universitàries a la Universitat de Barcelona era de poc més de mil sis-cents exemplars.
La universitat funcionà sense estatuts fins a 1725 i foren inspirats amb els que regien Salamanca i Alcalà sense cap intervenció del professorat cerverí. Des d'un punt de vista pedagògic s'organitzaven els estudis seguint les pautes de la Ratio studiorum.
Tot i la voluntat fundacional de portar a terme un model frustrat de racionalització universitària que representà la creació de la Universitat de Cervera com ha mostrat Joaquim Prats, la realitat comportà deslligar el món universitari de la dinàmica social i cultural que demandaven el marc de la recuperació demogràfica i econòmica que experimentà la Catalunya del segle XVIII malgrat les conseqüències de la llarga postguerra. Fets que comportaren que Cervera fos una universitat tancada als corrents de renovació científica i de pensament tot i la presència de remarcables excepcions com el canceller Josep Finestres la mort del qual, en 1777, assenyala la fi del seu període més floreixen. Malgrat això, com indica Miquel Batllori, la cultura de la Universitat de Cervera setcentista "no sobrepassa els paradigmes mentals de la Pre-Il·lustració. Quant -cronològicament- hi podien començar a desenvolupar-se alguns tímids brots de veritable Il·lustració – almenys un reformisme social i econòmic- i comença la decadència de la Universitat."
En conseqüència, els plantejaments de les ciències mèdiques i fisiconaturals acabaren prosperant a Barcelona de la mà de la Junta de Comerç o les Acadèmies. Un fet positiu socialment i econòmicament per a la societat catalana.
Caldrà esperar l'expulsió dels jesuïtes per començar a percebre un apropament al reformisme que defensaven els nuclis il·lustrats. Fins a 1767 no es fan passos cap a la modernització per part del claustre i gradualment les noves concepcions s'obriren pas en les diverses facultats, tot i que les polítiques del govern central dels primers anys del segle XIX provocaren posicions enfrontades entre conservadors i reformistes. Situació que la guerra iniciada el 1808 portarà a radicalitzar-les. De tota manera la conflictivitat de la Universitat de Cervera no deixà de ser un reflex dels problemes polítics coetanis a escala espanyola i dels posicionaments ideòlegs, culturals i econòmics sorgits amb el canvi de segle entre liberals i absolutistes i després entre carlins i isabelins.
Així docs, com ja s'ha assenyalat, l'època més notable de la institució fou entre 1740 i 1767. Especialment per l'impuls acadèmic i cultural del mandat com a canceller de Josep Finestres i Montsalvo. La participació i docència dels jesuïtes fou cabdal per la universitat cerverina amb membres de la Companyia de Jesús com Pere Ferrusola, Mateu Aymerich, Llucià Gallissà, Bartomeu Pou o l'aragonès Blas Larraz. Tots ells foren desterrats a Itàlia per l'edicte de supressió de l'orde de Carles III. Uns anys d'esplendor en què la universitat filipista representà un avenç afavorit per l'estabilitat política que facilità la vida cultural. L'expulsió dels jesuïtes i la mort de Finestres el 1777 marquen l'inici d'una ràpida decadència com a resultat de causes d'índole política i social. La Universitat de Cervera, tret d'algunes excepcions vivia al marge de la renovació intel·lectual, científica que s'havia iniciat a Catalunya a mitjans del segle XVIII. Accentuada per la seva llunyania dels centres urbans o els seus lligams amb l'absolutisme manifestat com mai durant el regnat de Ferran VII.

### Finançament i localització. Dos problemes greus
La matriu regalista i els intents de reforma de la fundació de la Universitat de Cervera no garantiren el suport econòmic necessari per mantenir la vida acadèmica, situació agreujada per la manca d'una política universitària general. La universitat de la Segarra visqué sempre escanyada econòmicament. La gran corona que presidia la seva seu era un signe d'afirmació més que de munificència reial. La mort de Luis Curiel que liderava el petit grup que impulsà la creació de la universitat agreujà encara més la consecució de recursos econòmics de la Corona i facilità el predomini dels sectors més tradicionals dins la institució.
Mostra de la precarietat econòmica eren fets com la migrada biblioteca o el sou dels catedràtics molt per sota de la dels seus col·legues de terres castellanes.
També eren greus els problemes derivats de la localització que impedia, per exemple, que els estudis de medicina comptessin amb pràctiques hospitalàries. Situació que portà el destacat metge Josep de Masdevall a abandonar Cervera i a demanar al Comte de Floridablanca que elimines els estudis mèdics de Cervera i els portés al Col·legi de Cirurgia de Barcelona.

### Primers anys. Càtedres i professorat
Els catedràtics foren establerts per la personal decisió del capità general, príncep de T'serclaes de Tilly, que els va escollir entre els partidaris de Felip V. Les classes es van iniciar el dia 7 de gener de 1715 amb un èxit molt precari. En una carta del dia 12 de febrer de 1715 dels comissionats a Madrid manifestaven als regidors de la capital de Segarra que tenien por «que no fossin més nombrosos els catedràtics que els alumnes».

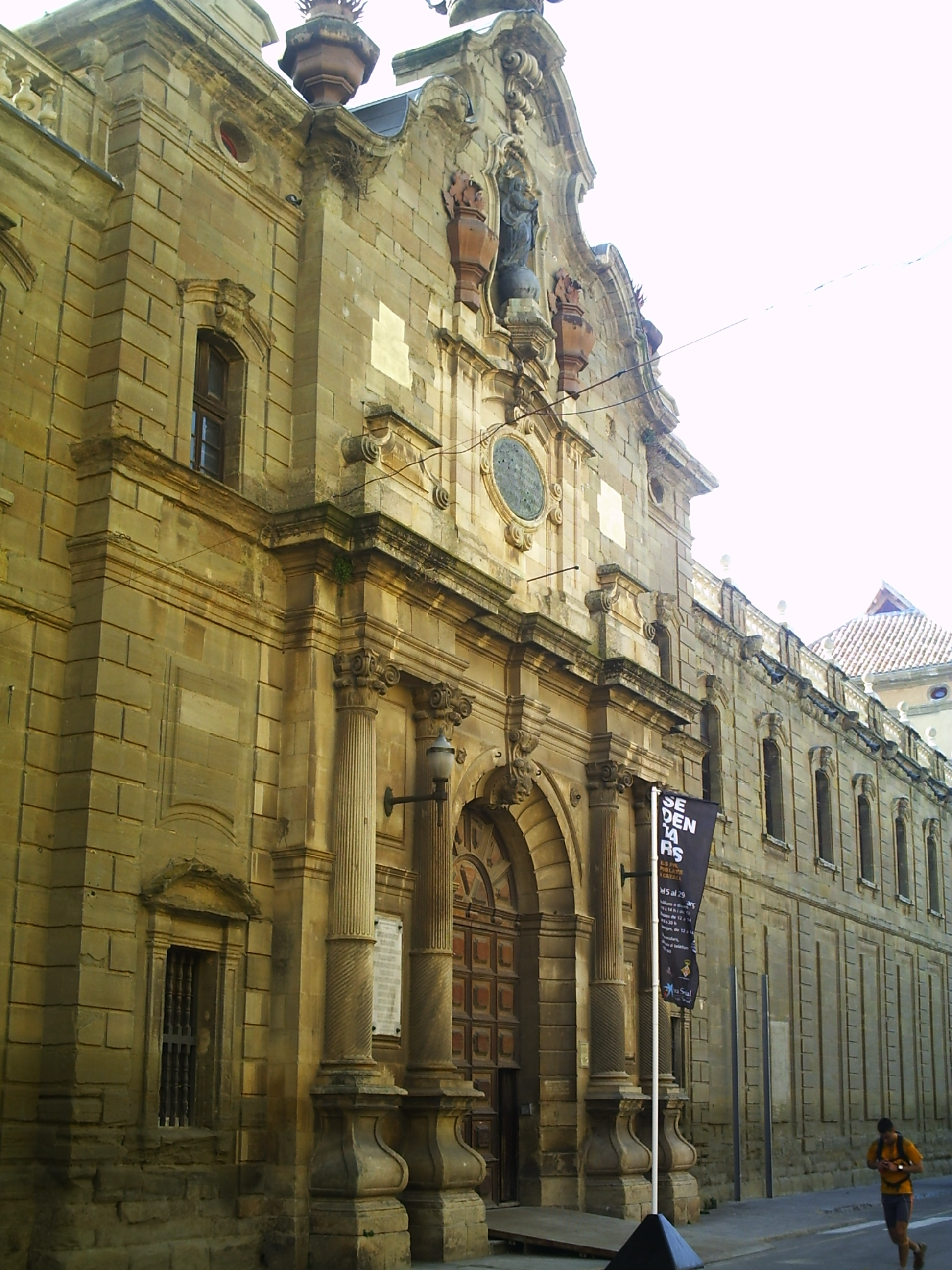
Façana barroca de la Universitat de Cervera

Després d'un període d'interinatge, el marquès de Castel-Rodrigo envià a Felip V una llista dels possibles candidats a les càtedres cerverines, bo i assenyalant que candidats més adients havien refusat la proposta, ja que se sentirien com a desterrats a Cervera. Fet que va portar a cercar professorat entre religiosos o joves.
Durant tres anys els estudis universitaris de Cervera van discórrer amb poca importància, però Felip V des de Segòvia va donar la seva primera aprovació oficial a la fundació de la Universitat de Cervera, promulgant-ne el decret d'erecció l'11 de maig de 1717. Aquest decret raona sumàriament els motius que han induït al rei a establir a Cervera la Universitat única de totes les terres del Principat de Catalunya; assenyala les rendes; les càtedres i les facultats que s'hi establiran i les dotacions on el rei promet que les dotacions milloraran quan s'hagi desgravat el pressupost de l'edificació de la universitat que ja estava planejada, anul·la tots els altres estudis superiors existents a Catalunya. La Universitat de Cervera era un fet, el 1717, com era un fet la supressió de totes les altres de Catalunya, les rendes de les quals eren adjudicades a la nova acadèmia borbònica.
Tot preservant els catedràtics de nomenament reial de Felip V, l'any 1725 fou convocada la primera oposició amb aquest resultat:
- Facultat de Teologia: Set càtedres: dues de doctrina tomista, adjudicades a un frare dominic i a un agustí; dues de suarista a sengles jesuïtes i benedictins; una d'escotista a un franciscà; una d'escriptura sagrada i llengua hebrea a un jesuïta; i una de moral a un jesuïta.
- Facultat de Cànons: Tres càtedres, de les quals solament se n'adjudicaren dues, i a catedràtics seglars.
- Facultat de Lleis: Tres càtedres, totes tres adjudicades a seglars.
- Facultat de Medicina: Quatre càtedres, adjudicades respectivament a doctors residents en: Lleida, Calaf i altres dos de Cervera.
- Facultat de Filosofia: Dues càtedres; la tomista adjudicada a un doctor de Calaf, i la suarista a un jesuïta.
- Humanitats: Quatre càtedres de Gramàtica llatina i grega, i una de Retòrica, a càrrec totes dels jesuïtes i dotades per l'ajuntament cerverí.

La plantilla docent inicial comptava amb vint-i-quatre càtedres, amb nou de les quals regentades pels jesuïtes; la qual cosa, així com la presència que hi van anar mantenint els pares de la Companyia fins que fou expulsada dels territoris hispànics (1767), va marcar la Universitat cerverina amb una evident influència jesuítica.

### Organització i disciplina escolar
El curs escolar començava el 18 d'octubre, festa de Sant Lluc, i acabava el darrer dia de juny. El calendari comprenia multitud de dies festius de caràcter religiós a més de les vacances de Nadal.
El llatí era la llengua en la docència i les comunicacions oficials. La literatura en llengua castellana a Cervera i a la resta de Catalunya ben escassa i el seu ús era percebut fins a meitat de set-cents coma sinònim de "borbonejar". Sentiment més viu en els primers anys de la universitat, però que no desapareixerà del tot. Així la llengua corrent entre estudiants i vilatans era el català. Coetàniament, a altres llocs d'Espanya el llatí s'alternava amb el castellà com a llengua de cultura
La vida religiosa impregnava la universitat: els seus alumnes anaven a missa cada dia, tots confessaven i combregaven un diumenge de cada mes. Es demanava especial cura als alumnes en la manera de vestir. Tots els estudiants havien d'anar amb hàbits llargs de baieta, amb exclusió expressa de tota mena d'adornament extern de seda. No podien portar espasa, ni cap altra mena d'armes. Els hàbits escolars eren: sotana llarga fins al calçat, negra, i manteu. Els que no gaudien de beca o no pertanyien a algun dels col·legis establerts a Cervera, vivien a les cases de la ciutat, Els estudiants havien d'estar reclosos a casa; no podien sortir sense causes molt greus a partir de determinades hores del vespre. No els estaven permesos segons quina mena de jocs, com els de cartes i els daus; els estudiants podien jugar els dies de festa a la tarda i podien practicar els jocs de pilota, de boles, i semblants.
La relació entre els alumnes de la universitat i els habitants del poble de Cervera no va ser bona, els alumnes no gaudien dels avantatges dels grans nuclis de població a causa del curt veïnat de Cervera. Els estudiants en els cèlebres Goigs dels cerverins manifestaven llur disconformitat amb la ciutat de Cervera: «Tant si és vila, com ciutat / Allò que se'n diu Cervera / De dins, el meu cor espera / Sortir-ne ben aviat.»
És cert que el municipi va especular per a enriquir-se a cavall de la Universitat i dels seus estudiants.

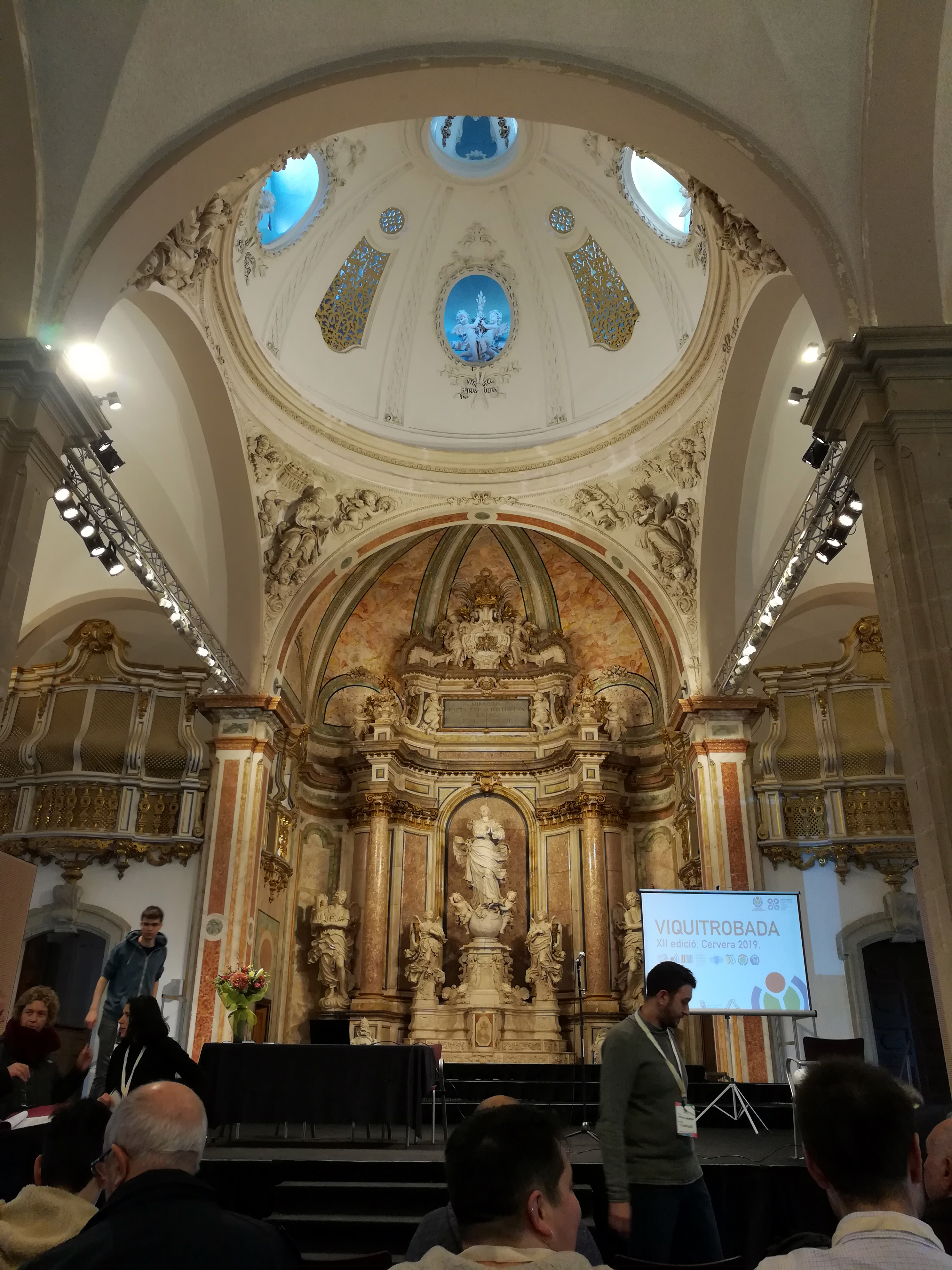
Paranimf de la Universitat de Cervera.

### La impremta de la Universitat com a font de finançament
La Universitat de Cervera va comptar amb diversos privilegis, entre ells el de la impressió privativa de llibres d'ensenyament i escolars. Aquest privilegi -que havia de propiciar un important augment de recursos econòmics per a la universitat i havia quedat establert pel reial decret de 16 de maig de 1718- prohibia la impressió en qualsevol altra impremta del Principat de Catalunya així com la introducció a la Universitat de texts impresos fora de la seva impremta. Una situació que va perjudicar greument el negoci dels gremis de llibreters que s'hi oposaren tant com el fou possible. i que provocà el sorgiment d'un notable mercat de falsificacions que la universitat mirà de combatre amb diferents tècniques. També pot ser la causa de l'abundància d'edicions d'obres pedagògiques o escolars coetànies sense data d'edició.
La impremta universitària mantingué l'activitat durant cent vint-i-un anys, des del 1721 fins al 1842. Durant tot aquest temps va tenir diferents ubicacions i va passar per les mans de diversos impressors.
El Fons Antic de la Biblioteca de la Universitat de Barcelona conserva més de tres-centes obres publicades per la Universitat de Cervera, així com diversos exemples de les marques d'impressor que van identificar les publicacions d'aquella universitat al llarg de la seva existència, i on acostuma a aparèixer la imatge de la patrona, la Immaculada Concepció.

### Després de l'expulsió dels jesuïtes. Avenços i resistències.
Cervera registra alguns canvis amb l'impuls reformador general de la primera època del regnat de Carles III. En són mostres el trencament de l'escolasticisme en filosofia, un cert i moderat aire jansenista del canonisme, la introducció de Descartes, Newton i Locke o els intents de reformar la medicina de 1784. Però l'ambient era tan desfavorable als canvis i innovacions que la universitat no es va començar a plantejar les propostes de l'informe oficial de reforma universitària de 1772 fins una dècada després.
El 1804 era nomenat canceller Ramon Llàtzer de Dou, que malgrat les seves remarcables aportacions en els camps del dret i l'economia, confirmava el caràcter reaccionari i premodern de la universitat cerverina fins a la seva clausura el 1842.

## Trasllat de Cervera a Barcelona

### Precedents
Des dels primers anys de la fundació de la Universitat de Cervera van existir intents per establir-la o retornar-la a Barcelona especialment per part de la jerarquia eclesiàstica. Les autoritats barcelonines ja el 1749 una petició formal de reintegrar la universitat a Barcelona. En un ambient reiterat d'oposició a Cervera amb exemples com el Col·legi de Cirurgians. En temps de Ferran VI novament l'Ajuntament barceloní demanà clausurar Cervera i traslladar aquella universitat a Barcelona. En un moment en què econòmicament Cervera vivia col·lapsada econòmicament. En 1755 de nou es demanà almenys de poder disposar d'alguns estudis, intents que topaven amb la negativa de la universitat per por de perdre alumnat. De nou l'expulsió dels jesuïtes per part de Carles III renovà els arguments de retorn a la capital del Principat també per raons pràctiques i utilitàries.
En iniciar-se el segle XIX una sèrie d'enfrontaments entre el professorat de Cervera va acabar convertint la Universitat de Cervera en un dels baluards de l'Antic Règim. Situació que és el teló de fons de l'enfrontament de Barcelona i Cervera per la universitat entre 1815 i 1837.

### Els trasllats. Del Trienni Liberal a la regència d'Espartero
Durant el Trienni Liberal (1820-1823) es feu el primer trasllat a Barcelona però restaurada la monarquia absoluta la universitat retornà a Cervera.
Anys després l'Ajuntament de Barcelona, reunit en sessió el 26 d'abril de 1833  intenta assolir la restauració parcial d'algunes càtedres, sense pretendre, de moment, el trasllat de la Universitat de Cervera. S'acorda elevar aquesta petició a la Cort per conducte del capità general per crear set càtedres a Barcelona d'ensenyament de jurisprudència civil (dret romà i espanyol), les quals serien dirigides pel regent de l'Audiència i sota la protecció del capità general. El 29 de setembre mor Ferran VII sense haver donat resposta a la sol·licitud municipal que hauria portat a una restauració gradual de la universitat barcelonina.
Ja amb Isabel II, l'Ajuntament de Barcelona torna a renovar la seva petició. El capità general, Manuel Llauder el sosté decididament, i, a més, remarca la necessitat de traslladar la Universitat a Barcelona, perquè esdevenia perillós, per a l'enfortiment del tron d'Isabel II, tenir allunyades de la vigilància de les autoritats a gran nombre d'ànimes. Llauder presenta la Universitat de Cervera com un centre de conspiració contra els drets d'Isabel II. La inspecció general d'Instrucció pública es col·loca decididament al costat de Cervera.
Pel moment, Barcelona no aconsegueix res, mentre que el claustre universitari de Cervera, amb el seu rector Bartomeu Torrabadella al front, continua trametent representacions al Govern lloant les circumstàncies favorables de la ciutat lleidatana perquè conservi la Universitat; assenyala la cèntrica situació que li és pròpia respecte a les altres ciutats del Principat, els còmodes allotjaments per als estudiants, la producció barata d'aliments de primera necessitat, la sanitat del seu clima, les diversions honestes que es troben a la ciutat, el soberg edifici de la Universitat, sumptuós, elegant i ben proporcionat, els avantatjosos fruits que ha produït durant la seva existència.
El corrent liberal que, s'imposa cada dia més en la reina, fa que progressin les mesures favorables a la postura de Barcelona i contràries a les pretensions de Cervera. La R.O. del 2 d'abril del 1834 restableix als seus llocs els catedràtics sancionats els anys 1823 i següents. Cal no oblidar que durant el Trienni liberal de l'Ajuntament barceloní no va dubtar a llevar de Cervera la universitat, i que les Corts d'aquell període concediren a Barcelona l'establiment de càtedres interines que funcionares durant el curs escolar 1821-1822, a la vegada que la Universitat de Cervera fou incendiada dues vegades. Des dels començaments de 1835, la Universitat de Cervera s'encara amb un seguit de problemes motivats per l'abandonament de càtedres per professors que han d'ésser suplerts per substituts menys vàlids. Això enforteix els arguments utilitzats per Barcelona, en insistir en les seves pretensions.
La R.O del 22 d'octubre del 1835 autoritza la creació en règim d'ensenyament privat de les càtedres de Jurisprudència civil i canònica i eloqüència forense. Aquestes càtedres són establertes al convent de Sant Gaietà, a excepció de la d'institucions canòniques, que comencen a ésser donades al Seminari Conciliar barceloní. Les càtedres creades i els professors que el Consistori hi posà al front són les següents: Dret romà i Història del Dret romà: Ramon Roig i Rey; Dret Espanyol: Ramon Martí d'Eixalà; Institucions canòniques: Fèlix Illas; Digest: Vicenç Rius i Roca; Novíssima recopilació: Jaume Quintana i Pràctica forense: Pere Nolasc Vives.
L'establiment d'aquestes càtedres es va donar a Barcelona, al·legant que li eren molt necessàries per a completar els ensenyaments mèdics, filosòfics, artístics, científics i d'altres disciplines cursades el Reial Col·legi de Medicina i Cirurgia, al de Farmàcia i a la casa de la Llotja. L'ajuntament assenyala els greus inconvenients que presentaven les Universitats veïnes, i en especial la de Cervera, on moltes càtedres no tenien la dotació suficient i que, a causa de l'estat de guerra, els camins eren insegurs i impedien que s'hi traslladessin els estudiants.

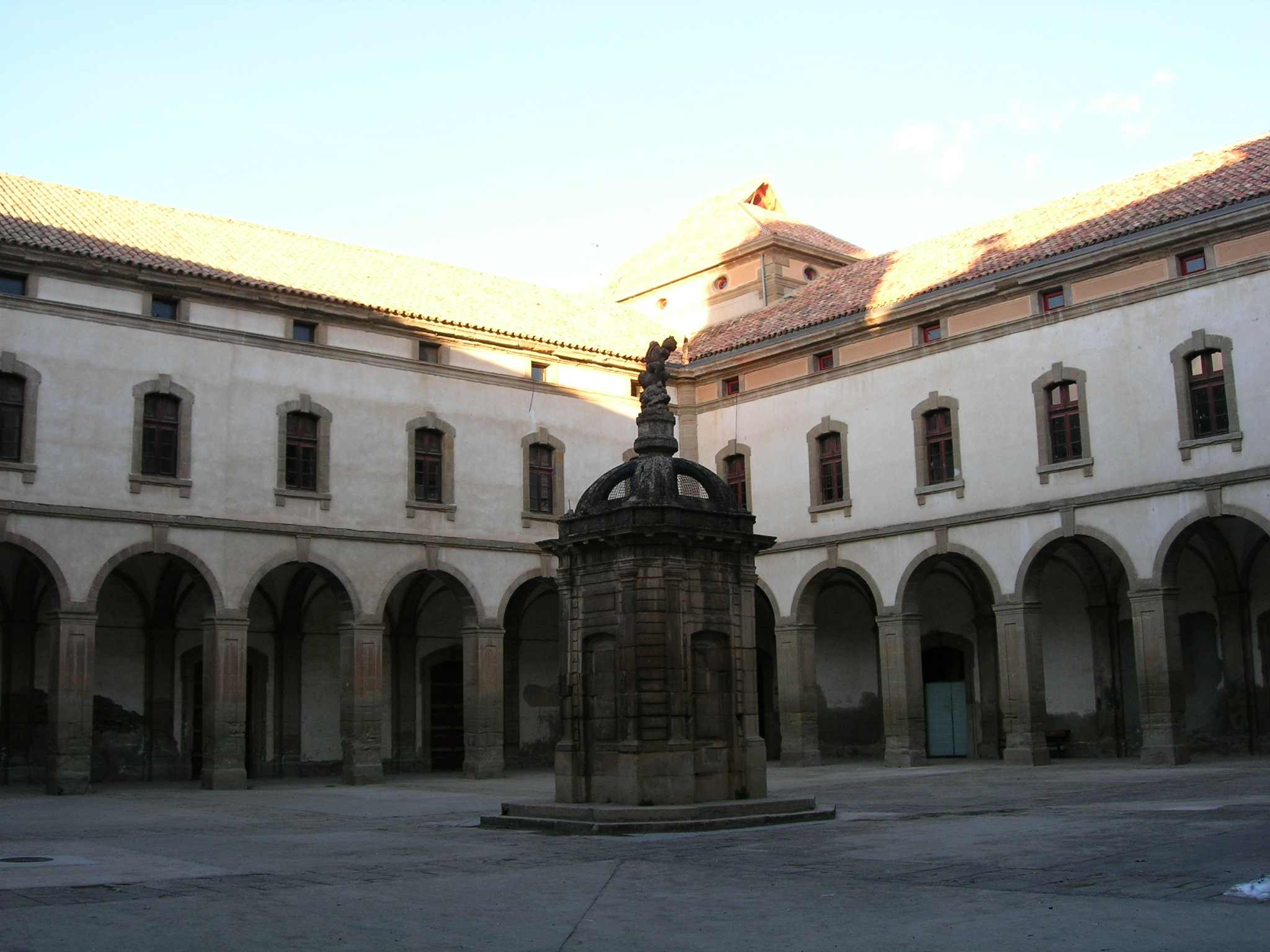
Claustre de la Universitat de Cervera

L'ascensió de la classe burgesa comporta una organització estatal diferent a la qual existia al règim absolutista, entre 1832 i 1840 s'implantava definitivament a Espanya l'estat liberal. En aquest model l'ensenyament superior ha d'evolucionar per a capacitar funcionaris que hauran de tenir gran importància, per això, no hi ha raó per conrear l'elit en llocs allunyats de la nova vida, i d'ací, l'afany de clausurar els centres universitaris que hom havia instal·lat en llocs distants del traüt mundà i traslladar-los a les grans ciutats.
El moviment vertiginós cap a liberalisme progressista amb fets com el motí de la Granja (agost de 1836), el restabliment de la Constitució de 1812, la promulgació de la Constitució progressista de 1837, la desamortització eclesiàstica (llei del 29 de juliol del 1837) són fets que acaben amb una ensenyança sota l'influx directe de l'Església i enfocada cap a l'aristocràcia. A la llum d'aquests fets, el model de la Universitat de Cervera com de centre d'estudis per a l'alta clerecia i l'aristocràcia, no té massa raó d'existir.
El 14 de setembre de 1836, es reuneixen tots els professors que durant el curs 1822-1823 havien exercit a la Universitat interina de Barcelona, per tal d'estudiar la manera de reinstal·lar els Estudis Generals segons existien a l'època constitucional del 1820-1823. El professorat pacta reunir a Barcelona totes les assignatures indispensables perquè els joves puguin seguir les seves respectives carreres, ateses les dificultats per acudir a altres universitats.A la reunió del 17 de setembre, s'aprova que l'obertura de càtedres pugui fer-se el 18 d'octubre, sense perjudici del que pugui resoldre el Govern.
Encara que els ensenyaments dels Estudis Generals de Barcelona havien començat amb caràcter privat va acordar-se que, igual com en el Trienni constitucional, fos l'ajuntament que corregués amb les despeses per habilitació del local i el cànon que en caldria pagar, al mateix temps que les matrícules que no depenguessin de les Acadèmies ni de la Junta de Comerç, les aprovacions de cursos i els dipòsits per a graus fossin fons dels Establiments, deixant la forma de la distribució al que disposessin els reglaments interiors. La universitat cerverina supera el curs de 1836-1837 amb greus dificultats, motivades per l'escassesa d'alumnat, a causa de l'estat de guerra, i per la defecció de gran part del seu professorat, el qual s'absenta per tal d'ensenyar a Barcelona o es passa a les files carlines.
El 2 d'agost de 1837 després d'acabar el curs acadèmic el 30 de juny amb tota normalitat, va tenir lloc una reunió sota la presidència del cap polític de la província i hom redactà un escrit demanant que sigui restablerta pel pròxim any acadèmic la Universitat Literària de segon i tercer ensenyament que existia abans de l'any 1714, o bé la que hi havia el 1823.
La Reial Ordre. del 16 d'agost disposa que els Estudis Generals de Barcelona continuïn, però, d'altra banda, la situació a la Universitat de Cervera havia anat empitjorant progressivament. Quatre col·legis que estaven incorporats a aquella Universitat van ser clausurats per causa de la guerra carlina i, per tant, les rendes van ser perdudes, a més, hi havia rumors de concomitància de la Universitat de Cervera amb la facció carlina.
En aquestes circumstàncies i enfront de les contínues reclamacions de les autoritats municipals i acadèmiques de Barcelona, el Govern, el 1837, decideix el trasllat de la Universitat de Cervera a Barcelona, encara que amb caràcter provisional e interí fins que les Corts decideixin el més convenient. El vicerector dels Estudis generals, Albert Pujol i Gurena, va trametre un ofici al capità general del Principat, per tal de disposar una columna que protegís el trasllat de llibres, papers i efectes de Cervera a Barcelona. Però Cervera no volia veure's privada de la seva Universitat, l'alarma s'estén per tota la província de Lleida. Els Ajuntaments de Cervera i de Lleida, el cap polític de Lleida, el comissionat de la Universitat de Cervera a la Cort i tota la gent amb influència gestionen a la Cort per evitar que s'emportessin la universitat a Barcelona. Fruit d'aquestes gestions, la R.O. del 6 de gener de 1838 suspèn el trasllat de tots els efectes de la Universitat de Cervera.
El 4 de desembre de 1837 un cop començat ja el curs, va ésser concedit als estudis barcelonins el monestir que fou de Carmelites Calçats per instal·lar-hi interinament les càtedres de Filosofia, Teologia i Medicina.
A Cervera més d'una dotzena de professors mostren palesament les seves tendències absolutistes, fugint a Berga, ciutat en poder dels carlins; i després a Solsona on pretenen organitzar l'ensenyament universitari, d'acord amb la “Junta Superior Governativa del Principat de Catalunya” i sota les ordres del canceller i carlí Bartomeu Torrabadella. La disposició del 17 d'octubre de 1837 de la Junta organitza els estudis per a tots els joves que volen instruir-se en les doctrines sòlides i religioses. Quan cau Solsona en mans dels isabelins aquesta universitat es refugia en el monestir de Sant Pere de la Portella on funcionarà fins al final de Primera Guerra Carlina.
A la Universitat de Cervera (ara a Solsona) el curs 1837-1838 hi havien matriculats vint-i-set alumnes, mentre que a la Universitat de Barcelona en el mateix curs n'hi havia matriculats vuit-cents. El Govern assabentat de l'obertura del curs acadèmic a Cervera, per mitjà de la circular del 20 de gener de 1838 ordena que els estudiants de Cervera es veuran privats del dret d'incorporació a la universitat i que el pròxim any no es tornarà a obrir aquesta universitat.
Tant les autoritats com els veïns de Cervera s'inclinaven poc o molt, cap al carlisme, mentre que la universitat instaurada a Barcelona era un producte del liberalisme català. I si les armes de don Carles no guanyen la guerra, seria un contrasentit desfer la Universitat barcelonina per a continuar amb la de Cervera amb un patró absolutista.
El trasllat dels efectes de la Universitat de Cervera a Barcelona és realitzat després d'una sèrie de dubtes, temors i dificultats. Fins que tot el material de Cervera no arriba a Barcelona, no podem considerar que Cervera queda totalment clausurada. En ser nomenat Albert Pujol i Gurena, per la Reial Ordre de 20 de juliol de 1838, rector de la Universitat de Barcelona, oficialment adquireix aquesta el caràcter definitiu. Acabada la guerra civil el 1840, el claustre de la Universitat de Barcelona i el seu rector resolen, per unanimitat, que ja no hi ha obstacles per al trasllat a Barcelona de tots els efectes, joies, llibres i útils de la Universitat de Cervera. La Junta de Govern de la província de Lleida pren l'acord de rehabilitar la Universitat de Cervera, atenent la necessitat de “fer un esforç per salvar els seus furs municipals, la llibertat e independència Nacional”, l'Ajuntament constitucional de Cervera és el que ha impulsat aquesta actitud, declarant el caràcter interí del trasllat a Barcelona de la Universitat i que havent acabat l'estat de guerra la universitat havia de tornar a Cervera. El 18 d'octubre de 1840 torna a obrir les aules la Universitat de Cervera, encara que d'una manera molt precària, el seu antic professorat es troba a Barcelona i es nega a tornar. Aquesta obertura serveix, per a diferir indefinidament el trasllat dels efectes que encara eren a Cervera.
El 19 de febrer de 1841, Domingo Marià Vila i Tomàs és nomenat per la Direcció General d'Estudis rector de la Universitat de Barcelona; com a vicerector continua Antoni Vila. Això és una prova que el Govern Central està decidit a defensar la Universitat de Barcelona.
El decret del 10 d'agost del 1842 que signa el general Espartero, regent del regne, redueix les vint Universitats existents, per tal de poder reorganitzar millor l'ensenyament superior. Aquest mateix decret ordena d'incorporar les Universitats de Cervera i Palma a la de Barcelona. Barcelona esdevé, així, l'única Universitat de Catalunya i les Balears.

## L'edifici de la Universitat
L'enginyer Francesc Montagulls havia fet els plans inicials de l'obra de l'edifici monumental que havia d'allotjar la nova universitat, començada el 1718, i van ser modificats el 1720 per Alexandre de Rez. L'arquitecte barceloní Francesc Soriano (1737-45) tenia la direcció de l'obra. El 1751 se'n feu càrrec de Miguel Marín, enginyer director del Principat, que substituí Pedro Martín Cermeño i donà un nou impuls a l'edifici.

### Descripció
La Universitat de Cervera, de grans proporcions (10.400 m²), és un edifici de planta rectangular amb torres prismàtiques de coberta piramidal als angles, estructurat en tres mòduls espaiosos disposats entorn de tres grans patis.
La façana principal, barroca, datada entre 1726 i 1740, l'any en què s'inaugurà l'edifici, és centrada per una portada flanquejada per dos parells de columnes. A sobre hi ha una placa commemorativa, una imatge de la Immaculada Concepció, patrona de la institució, i una gran corona reial al cim de la cornisa.
En les diferents parts, però, la Universitat de Cervera tradueix l'evolució estilística d'aquest període. Així, la façana interior, feta per Marín a partir del 1751, és d'un acusat esperit clàssic, per no dir ja academicista: és decorada amb pilastres, entaulaments i frontó d'ordre jònic, decorat amb una al·legoria en relleu de la Saviesa, obra de Jaume Padró. Dues torres bessones de 33 m d'alçada emmarquen aquesta façana. Cada torre presenta dos cossos. Al primer cos hi ha un rellotge i al segon quatre finestres d'arc semicircular amb dovella central. Rematant la construcció de la torre hi ha una cornisa i una balustrada amb pinacles. Per damunt la torre hi ha una estructura de pedra poligonal on s'assenta un coronament de bronze acabat en una àguila que fa de penell. En un dels campanars hi ha dues campanes.

### El paranimf

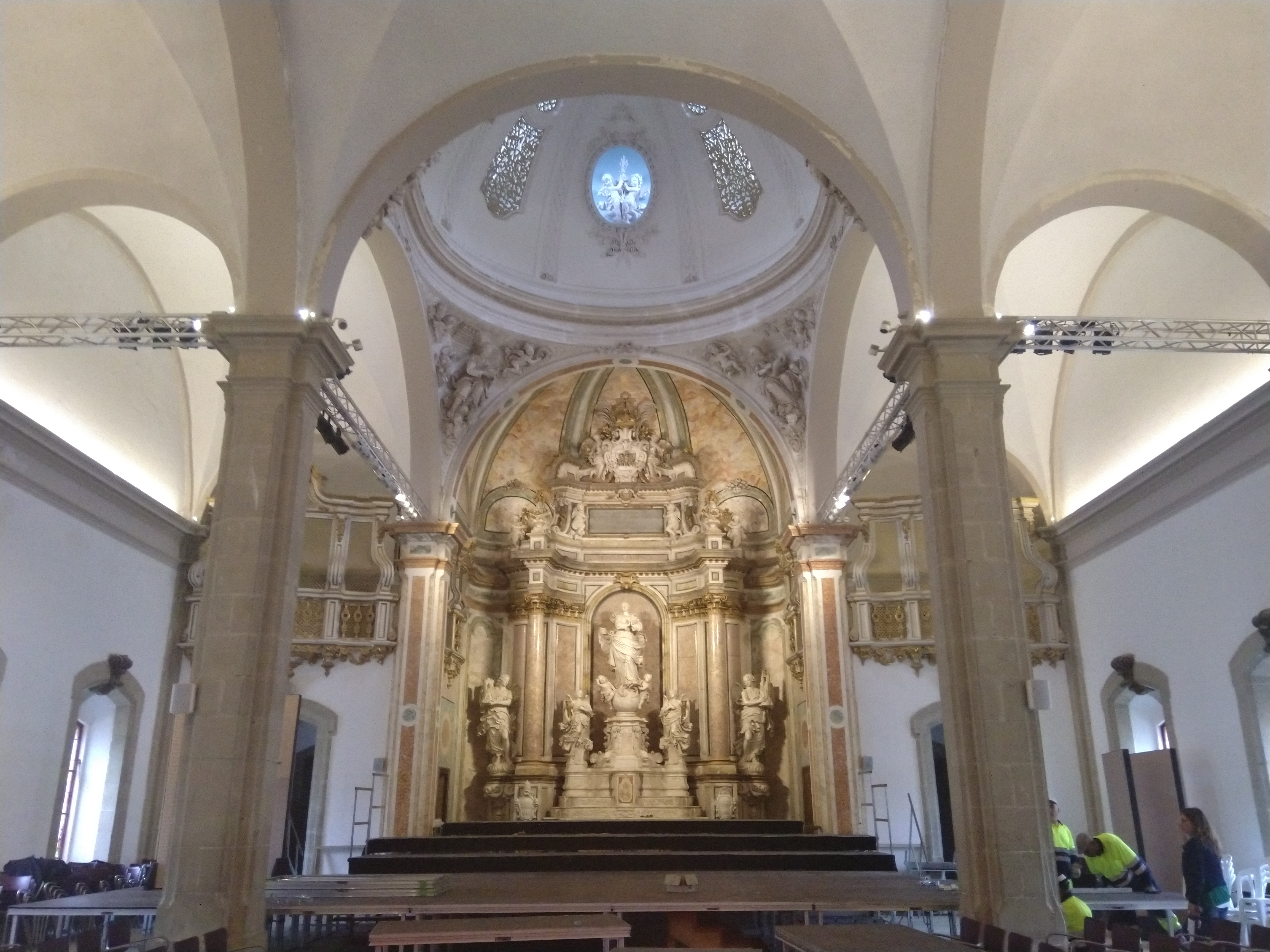
El paranimf de la universitat l'any 2019.

El cos central de l'edifici, perpendicularment a la façana, entre dos podis quadrats amb una cisterna o templet al mig, allotja el paranimf, en forma de capella amb tres naus i volta d'aresta amb una cúpula hemisfèrica, presidida per un magnífic baldaquí de l'arquitecte i escultor Jaume Padró (1780-87). S'accedeix al vestíbul de la capella per una doble escala central. La portada és als peus, de fusta molt treballada. La cúpula circular és de guix. És dividida en vuit sectors, mitjançant franges verticals: totes conflueixen a la llanterna central, de petites dimensions. Dins la semiesfera de la cúpula hi ha quatre obertures ovalades amb una parella d'angelets a l'interior de cadascun. Entre elles hi ha finestres allargades amb fins calats. Als vèrtexs hi ha les figures dels quatre evangelistes realitzades en guix.. El retaule, de marbre i alabastre de colors, és l'obra mestra de Padró. El conjunt escultòric, l'anàlisi estilística del qual no pot deslligar-se en absolut del pla arquitectònic de la capella, és d'una gran cura compositiva, de ritmes alternants i convergents en el moviment ascensional de la Verge. Aquest moviment és realçat per la cúpula, que dona al conjunt una il·luminació i una teatralitat. La verge, d'alabastre, ressalta sobre la coloració dels jaspis del fons. És dempeus sobre una bola del món, trepitjant la serp, símbol del pecat. Hi ha dos petits àngels als seus peus, que la custodien. La Puríssima té el cap aixecat al cel, cap on dirigeix la mirada. El cap i la resta del cos són lleugerament girats vers el costat dret. El vestit, llarg fins als peus, és vaporós i el mantell li vola als dos costats de la cintura, cosa que dona a tota l'escultura una gran mobilitat i esveltesa.
A l'esquerra de la Verge, separat, hi ha un àngel sobre una voluta. També és d'alabastre, presenta les cames estirades, però amb els genolls lleugerament flexionats, amb el braç dret suportant un instrument musical i l'altre sobre el pit. El cap i la mirada es dirigeixen a la verge. El cabell, les plomes de les ales i la túnica estan minuciosament treballats i expressen un gran realisme i moviment. No es tracta d'una figura estàtica sinó que aconsegueix el màxim dinamisme.
Als costats de l'altar major hi ha quatre balcons de fusta o guix. La balustrada pren una forma lleugerament còncava a la part central i convexa als extrems. És tota pintada de color daurat. De la barana surten quatre columnes retorçades que suporten el cos superior que determinen entre elles tres obertures, la més grossa la central, coronada per una sumptuosa voluta. Hi ha un grup escultòric de la Puríssima Concepció a l'altar de la capella.

### Usos posteriors
Després que la universitat fos traslladada de nou a Barcelona el 1842, l'edifici ha tingut diverses utilitzacions. A final de la Guerra Civil fou utilitzat per les autoritats franquistes com a camp de concentració de presoners republicans fins al desembre de 1939. Tenia una capacitat de cinc mil places. Però l'any següent fou obert de nou per recloure refugiats que havien fugit de la França que havia estat ocupada pels nazis a la Segona Guerra Mundial. Entre altres usos posteriors ha allotjat un institut d'ensenyament mitjà, un centre de formació professional, un centre associat a la Universitat Nacional a Distància, un dipòsit documental dependent de l'Arxiu de la Corona d'Aragó, i, des de primers del 1987, l'Arxiu Històric Comarcal.

## Cancellers
La màxima autoritat de la universitat cerverina era el canceller. Aquest és el llistat cronològic:
- Domingo de Nuix i Cabestany
- Francesc de Queralt i de Xetmar (1717-1725) pertanyia a la família dels comtes de Santa Coloma. Va ser professor de la Universitat de Cervera des del 1714 i va introduir-hi la impremta el 1721. Va ser designat canceller l'any 1717. Va morir el 1725 amb 38 anys.
- Francesc Meca Berardo (1725-1731) després de la mort de Francesc de Queralt la cancelleria va estar vacant durant sis anys. En aquests anys va exercir com a vicecanceller el cambrer de la Seu de Lleida Francesc Meca. Durant aquest període es van aprovar els Estatuts pels quals s'havia de regir la Universitat, pel decret reial del 4 de juliol de 1726, en el qual es fixaven les categories de les càtedres en perpètues, temporals (duració de dos o tres anys), d'ascens (servien de mèrits per als catedràtics que pretenien les perpètues) i de regència (cobrien les promocions o defuncions dels titulars).
- Narcís de Queralt i Reart (1731-1738) era germà de Francesc de Queralt i de Reart.
- Miquel Gonser i Andreu;(1738-1743) va imprimir un ritme ràpid a la construcció de l'edifici universitari, on el 1739 va instal·lar les aules.
- Josep Finestres i Monsalvo (1743) va exercir nombrosos oficis i càrrecs: des de corrector de proves i bibliotecari, als càrrecs de regent de la càtedra de dret civil (1715-1718), de professor extraordinari d'institucions (1718-1722), de regent de la primera càtedra de dret (1722-1730) i de la de vespres de lleis (1730-1731). El 1734 va obtenir la càtedra de prima, que va exercir fins a la jubilació (1751). Fou vicecanceller i per aquest motiu també canceller interí l'any 1743 a la mort de Miquel Gonser.
- Manuel d'Alòs i de Rius (1743-1752) era canonge de Lleida, durant el seu mandat es van celebrar les extraordinàries exèquies per la mort de Felip durant els dies 7 i 8 d'octubre de 1746. Va fer moltes demostracions d'adhesió a la monarquia però no van evitar que un incident provocat per la defensa d'un escolar l'impliqués, fins al punt que va ser desterrat.
- Blas Rafael de Quintana y de Aguilar (1752-1762), de procedència aragonesa (Calanda), va ser canonge de Barcelona. Tenia 50 anys quan va ser anomenat canceller.
- Francisco Fuertes Piquer (1762-1789), de procedència aragonesa, va ser canonge de Tarragona. Va presenciar l'expulsió dels jesuïtes de la universitat, fet a partir del qual els ensenyaments universitaris a Cervera es van ressentir profundament.
- Mariano Ambrosio Escudero (1789-1803), nascut a Osca, del 6 al 9 de setembre del 1802 va rebre la visita del rei Carles IV d'Espanya.
- Ramon Llàtzer de Dou i de Bassols (1804-1814), barceloní graduat a Cervera, era catedràtic de la universitat des de 1776. Va ser un gran canceller que no va poder aturar el procés, ja inevitable, de la decadència universitària i va haver de viure les incidències que la guerra napoleònica va provocar a la universitat. Fou diputat i president de les Corts de Cadis l'any 1810.[35]

- Bartomeu Torrabadella
- Francisco Antonio Boher
- Andrés Orovitzg
- Jaime Quintana
- Ramon Utgés

## Catedràtics destacats
- Bernat Ribera: frare dominic barceloní, fou catedràtic de teologia i de filosofia tomista. Poc després de la seva època cerverina va passar a Rússia com a missioner apostòlic, va estudiar a fons els ritus de l'església ortodoxa grega.
- Miquel Conill: 1723. Jesuïta que hi va professar filosofia suarista i després Sagrada escriptura, va publicar la biografia del primer canceller Queralt.
- Ramon Grau: 1726. Catedràtic de lleis, natural de Guissona, autor d'alguns tractats, entre els quals va donar a l'estampa de la Universitat. L'Africanus defensus et illustratus.
- Josep Finestres i de Monsalvo: 1731-1777. Humanista, filòsof, jurista. Nascut a Barcelona el 5 d'abril de 1688, fou alumne,abans que mestre, de l'Escola cerverina. Va viure tota la seva vida consagrat a la ciència, va exercir tots els oficis que esdevenien servei de la Universitat, des del de corrector de proves al de vicecanceller. Va morir a Montfalcó l'11 de novembre del 1777. Traslladat el cadàver a Cervera, li foren dedicades extraordinàries exèquies per la Universitat.
- Josep Martínez i Pons: 1735. Catedràtic de Lleis, conseller que fou després a les Reials Audiències de Barcelona, de Sevilla, de Valladolid i del Tribunal Suprem de Castellà.
- Antoni Sentmenat: 1738. Catedràtic de Cànons, nomenat bisbe d'Àvila el 1783 i patriarca de les Índies el 1784, Era barceloní.
- Pere Ferrussola: 1738-1761. Va néixer a Olot l'1 d'agost de 1705, fou alumne de filosofia a Cervera i després es va fer jesuïta, catedràtic de retòrica, de filosofia i de teologia.
- Tomàs Cerdà: 1750. Jesuïta tarragoní, va néixer el 22 de desembre de 1715, professor de filosofia. El rei el va nomenar cosmògraf major de les Índies. Va morir a Itàlia exiliat per la monarquia. És autor de múltiples obres que li van proporcional una fama mundial.
- Llucià Gallissà i Costa: 1758. Jesuïta, nascut a Vic el 5 de desembre del 1731, professor d'humanitats i de filosofia. Autor del drama Apolo y Minerva en el Parnaso, imprès el 1759; profund coneixedor de les llengües llatina i grega i crític eminent. Va deixar una densa bibliografia impresa, del que destaca la biografia de Finestres.
- Bartomeu Pou: 1758. Jesuïta mallorquí, va professar humanitats a Cervera, expulsat, romangué a Bolonya i a Roma, on, per les seves traduccions d'Heròdot i d'altres estudis sobre els clàssics fou considerat entre els primers hel·lenistes europeus.
- Benet Maria Moixó i de Francolí: 1792. Catedràtic de retòrica a la universitat, monjo benedictí del monestir de Sant Cugat; autor de diverses obres, entre d'elles la biografia de Josep Rialp que l'havia precedit a la càtedra. El 1803 fou proposat bisbe de Charcas a Nova Espanya, i, l'any següent, a la seu de Mixoacan. Va morir víctima dels indis, a Talca de Tucuman, l'any 1816.[36]

## Alumnes destacables que van estudiar a Cervera[37]
- Ardèvol i Cabrer, Jaume. Cèlebre metge graduat el 1789, natural de la Vilella Alta.
- Bahí i Fontseca, Joan-Francesc. Metge de Blanes, graduat el 1794, nomenat titular de nombre dels reials exèrcits i catedràtic del Reial Col·legi de Medicina i de Cirurgia de Burgos, i més tard catedràtic i director del Jardí Botànic de Barcelona.
- Bofarrull i Mascaró, Pròsper de. Famós arxiver i investigador, impulsor dels estudis històrico-crítics a Catalunya, graduat el 1798, natural de Reus.
- Bofarrull i de Sartorio, Manuel de. Fill de Pròsper, graduat el 1820, notable investigador, arxiver i autor de diverses obres d'història, natural de Barcelona.
- Bosch, Antoni. Metge, natural de Sabadell, graduat el 1783, autor de notables monografies sobre epidemiologia i d'altres treballs d'investigació històrica d'importància.
- Cabanyes, Manuel de. Insigne poeta (1808-1833), natural de Vilanova i la Geltrú.
- Camprodon i Lafont, Francesc. Cèlebre dramaturg, un dels prestigis més sòlids de la restauració vuitcentista del teatre català, graduat el 1834.
- Caresmar, Jaume. Canonge i abat premonstratès de Bellpuig de les Avellanes, conegudíssim investigador d'història i autor de treballs de consideració.
- Codina, Bonaventura. Bisbe de Canàries el 1847, natural de Barcelona; pertanyia a la Congregació de la Missió (Paüls).
- Cortada, Joan. Eminent historiador barceloní, graduat el 1820, autor de notables estudis arqueològics.
- Esteve, Gil. Bisbe de Puerto Rico, natural de Torà, graduat el 1825.
- Estorch, Pau. Graduat ja ben entrat el segle xix, poeta i literat que va influir en el desplegament del renaixement literari de Catalunya.
- Gimbernat, Antoni. Famós anatòmic, nascut a Cambrils, cirurgia important en el seu temps; un prestigi de projecció mundial.
- Girvés, Francesc. Canonge de Lleida, historiador eminent de l'episcopologi d'aquella Seu a mitjan segle xviii.
- Masmitjà, Joaquim. Sacerdot d'Olot, canonista, fundador de les Religioses Filles del Cor de Maria (segle xix).
- Martí i d'Eixalà, Ramon (Cardona, Bages, 1807 - Madrid, 1857) fou un advocat i filòsof català.
- Milà i Fontanals, Manuel. Va cursar filosofia i dret cap al 1830; de fama notòria i element importantíssim de la Renaixença catalana.
- Monturiol, Narcís. Hi va cursar dret l'any 1832. Inventor del submarí, nascut a Figueres l'any 1819.
- Moixó i de Francolí, Benet Maria. Monjo benedictí, darrer arquebisbe de Sucre durant el període colonial. Va doctorar-se en filosofia, va ser professor i l'any 1796 va ser nomenat catedràtic d'Humanitats.
- Palau, Antoni. Natural de Valls, bisbe primer de Vic i després de Barcelona. Graduat l'any 1833.
- Patxot, Ferran. Graduat el 1830, de maó.
- Permanyer, Francesc. Jurisconsult graduat l'any 1830, barceloní.
- Prim i Prats, Joan. Famós general reusenc del segle xix.
- Salvany i Lleopart, Josep. Metge i cirurgià vinculat a la Reial Expedició Filantròpica de la Vacuna. Va estudiar gramàtica i poesia.
- Salat, Josep. Advocat de Cervera (1762). Autor d'una obra sobre numismàtica i una altra sobre bibliografia en català.
- Salses i Trilles, Pere. Sacerdot natural de Llívia, autor d'una obra de matèries predicables i d'una altra de catequesi pastoral (segle xix).
- Sivilla i Gener, Tomàs. Bisbe de Girona, natural de Calella (segle xix).
- Vega i Sentmenat, Josep de. Cerverí, que va morir l'any 1831. Graduat el 1790.

## Institut Antoni Torroja
L'institut, que va començar la seva trajectòria l'any 1963, va marcar l'inici dels estudis secundaris a la ciutat de Cervera en el marc de la Universitat, un cop reconstruïda dels estralls causats per la guerra civil. Al llarg dels anys ha anat ampliant l'espai i l'oferta educativa. Actualment, aplega a més de 297 alumnes i 36 professors i professores. Ocupa una superfície de 3.729 m² dins de tot l'edifici (planta baixa, primera, segona i torres).